# Lizzy Caplan
Elizabeth Anne Caplan (Los Ángeles, California, 30 de junio de 1982), conocida como Lizzy Caplan, es una actriz estadounidense. Saltó a la fama por sus papeles en la serie de CBS The Class, en las películas Mean Girls (2004) y Cloverfield (2008) y en la serie Masters of Sex.

## Biografía
Elizabeth Anne Caplan nació el 30 de junio de 1982 en Los Ángeles, California, Estados Unidos.
Fue criada en una familia judía reformista. Durante su adolescencia, su interés por la actuación y la interpretación fue en aumento, siendo gran aficionada  a la televisión y al cine.
Al ingresar a la Alexander Hamilton High School ya estaba decidida a convertirse en actriz, por lo que asistió a clases de drama y comedia, mientras también completaba su ciclo académico.
Hacia los 15 años ya había colaborado en algunas obras menores de su escuela, y rápidamente pasó a los teatros locales. Por aquel tiempo actuó en Much Ado About Nothing y You Can’t Take it with You.
A la edad de 17 años inició su carrera como actriz participando en la serie Freaks and Geeks, emitida desde el 25 de septiembre de 1999 hasta el 8 de julio de 2000. En la misma serie, James Franco tenía un papel protagonista, mientras que Ben Stiller apareció dos episodios antes de que la cancelaran.
A partir de ese momento, Lizzy actuó como invitada en muchas otras series, mientras que también era invitada a participar en algunos vídeos musicales, como el de "You and I both" de Jason Mraz. Además de estas apariciones, también figuró entre los invitados de varios talk shows.
En 2001 fue incluida dentro del reparto de Smallville, compartiendo la escena con Tom Welling, Sam Jones III, Kristin Kreuk, Michael Rosenbaum, Annette O'Toole, John Schneider y John Glover. Su personaje llevó el nombre de Tina Greer y volvió a aparecer en 2003, para cuando Erica Durance ya se había unido al grupo. Continuando con sus pequeños apariciones en televisión, tuvo un breve participación en la serie Once and Again, encarnando a la exnovia de Katie Singer, Sarah, en una serie de episodios muy conflictivos.
Para 2004 ya se había convertido en una actriz con bastante experiencia, pero fue la película Mean Girls la que la impulsó realmente a la fama. En la misma actuaron Neil Flynn, Rachel McAdams, Tina Fey y Lindsay Lohan.
Por aquel tiempo también participó en las series “The Pitts” y “Tru Calling”. En esta última, interpretó el papel de Avery Bishop, una amiga del personaje de Eliza Dushku, Tru Davies.
Ya en 2005, Warner Bros. le ofrece un personaje central en la comedia dramática Related. Tras haber actuado durante una temporada completa como la hermana problemática, la serie fue cancelada.
En 2006 uno de sus mejores actuaciones fue dentro del thriller Love is a Drug y poco tiempo después fue llamada nuevamente por Warner para actuar dentro de una nueva comedia de la CBS.
The Class empezó a emitirse el 18 de septiembre de 2006, y fue una de las primeras series en utilizar el set que pocos años atrás habían dejado Matt LeBlanc, Matthew Perry, David Schwimmer, Jennifer Aniston, Courteney Cox y Lisa Kudrow, los conocidos actores de Friends.
Coincidentemente, durante el rodaje de “The Class”, Matt LeBlanc salía con una compañera de Lizzy, por lo que le presentó al simpático Matthew Perry. Los dos comenzaron una relación que duró hasta 2012 y continuaron como amigos.
El 5 de marzo de 2007 se emitió el último episodio, y la serie fue oficialmente cancelada el 16 de mayo de ese mismo año.
En 2008, Lizzy participó en el thriller Cloverfield, que protagonizó junto a Jessica Lucas, T.J. Miller y Mike Vogel; entre otros, y también se la pudo ver junto a Kate Hudson y Alec Baldwin en la comedia romántica Una novia para dos. Ese mismo año tuvo una participación regular en la serie True Blood, donde interpretó a Amy Burley; y también se puso en la piel de Casey Klein de la serie Party Down, que fue cancelada en 2010.
En 2009 se la vio en los dramas The Last Rites of Ransom Pride y Crossing Over, esta última protagonizada por Harrison Ford, Sean Penn y Ashley Judd. También durante este año puso su voz en algunos capítulos de la serie de animación American Dad!.
Ya en 2010 participó en la comedia Hot Tub Time Machine, cuyo elenco compartió con John Cusack, Craig Robinson y Rob Corddry, entre otros.
Coprotagonizó la serie Masters of Sex.
En 2018 Interviene en la serie alemana "Das Boot: El submarino".

## Vida personal
Está casada con el actor Tom Riley desde 2017. Se conocieron en enero de 2015, mientras filmaba Now You See Me 2 en Londres, e hicieron su primera aparición pública en la alfombra roja del Baile de la Ópera de Praga en febrero de 2016.  Tienen un hijo nacido en 2021.
Anteriormente, Caplan salió con Matthew Perry desde 2006 hasta 2012. 

## Filmografía

### Cine y televisión
| Año       | Título                              | Papel            | Notas                                                    |
| --------- | ----------------------------------- | ---------------- | -------------------------------------------------------- |
| 2000      | From Where I Sit                    | Lilly            | Película para la televisión.                             |
| 2000      | Freaks and Geeks                    | Sara             | Serie de televisión                                      |
| 2002      | Hardcore Action News                | Lizzy Lions      |                                                          |
| 2002      | Everybody's Doing It                | Angela           | Película para la televisión.                             |
| 2002      | Smallville                          | Tina Greer       | Serie de televisión.                                     |
| 2002      | Orange County                       | Chica en fiesta  | Película.                                                |
| 2003      | The Pitts                           | Faith Pitt       | Serie de televisión (7 episodios)                        |
| 2004      | Mean Girls: Only the Strong Survive | Ella misma.      | Video principal.                                         |
| 2004      | Mean Girls                          | Janis Ian        | Película.                                                |
| 2004      | You and I Both                      | Bank Teller      | Video de música por Jason Mraz                           |
| 2005      | Tru Calling                         | Avery Bishop     | Serie de televisión.                                     |
| 2005      | Related                             | Marjee Sorelli   | Serie de televisión.                                     |
| 2006      | Crashing                            | Jacqueline       | Película.                                                |
| 2006      | The Class                           | Kat Warbler      | Serie de televisión.                                     |
| 2006      | Love is the Drug                    | Sara Weller      | Película.                                                |
| 2007-2008 | American Dad                        | Debbie           | Voz.                                                     |
| 2008      | My Best Friend's Girl               | Ami              | Película.                                                |
| 2008      | True Blood                          | Amy Burley       | Temporada 1 (Regular; 6 episodios)                       |
| 2008      | Crossing Over                       | Marla            | Película.                                                |
| 2008      | Cloverfield                         | Marlena Diamond  | Coprotagonista                                           |
| 2009      | The Last Rites of Ransom Pride      | Juliette Flowers | Película.                                                |
| 2010      | Hot Tub Time Machine                | April            | Película                                                 |
| 2010      | 127 horas                           | Hermana          | Película                                                 |
| 2012      | Item 47                             | Claire           | Corto incluido en el Blu-Ray de la película The Avengers |
| 2012      | High Road                           | Sheila           | Película                                                 |
| 2012      | New Girl                            | Julia            | Serie de televisión (4 episodios).                       |
| 2013      | Bachelorette                        | Gena             | Película                                                 |
| 2013-2016 | Masters of Sex                      | Virginia Johnson | Protagonista                                             |
| 2014      | The Interview                       | Agente Lacey     | Película                                                 |
| 2015      | The Night Before                    | Diana            | Película                                                 |
| 2016      | Now You See Me 2                    | Lula             | Película                                                 |
| 2016      | Aliados                             | Bridget Vatan    | Película                                                 |
| 2018      | Extinction                          | Alice            | Película                                                 |
| 2018      | Das Boot                            | Carla Monroe     | Serie de televisión (8 episodios)                        |
| 2019      | Castle Rock                         | Annie Wilkes     | Serie de televisión (10 episodios)                       |
| 2021      | Inside Job                          | Reagan Ridley    | Serie de televisión (protagonista)                       |
| 2023      | Cobweb                              | Carol            | Película                                                 |
| 2023      | Fatal Attraction                    | Alex Forrest     | Miniserie                                                |
| 2025      | Now You See Me 3                    | Lula             | Película                                                 |
| 2025      | Zero Day                            | Alex Mullen      | Miniserie (6 episodios)                                  |